# Pierre Quefféléan
Pierre Quefféléan est un chef décorateur français. 

## Filmographie
- 1995 : Daisy et Mona de Claude d'Anna
- 1997 : Sept Ans au Tibet de Jean-Jacques Annaud
- 2001 : Les Rois mages de Bernard Campan et Didier Bourdon
- 2003 : Le Pharmacien de garde de Jean Veber
- 2004 : Le Carton de Charles Nemes
- 2004 : Deux Frères de Jean-Jacques Annaud
- 2006 : L'Homme de sa vie de Zabou Breitman
- 2006 : Les Enfants du pays de Pierre Javaux
- 2007 : Sa Majesté Minor de Jean-Jacques Annaud
- 2008 : Le Nouveau Protocole de Thomas Vincent
- 2009 : Lucky Luke de James Huth
- 2010 : Le Mac de Pascal Bourdiaux
- 2011 : Or noir de Jean-Jacques Annaud
- 2012 : À cœur ouvert de Marion Laine
- 2012 : Un bonheur n'arrive jamais seul de James Huth
- 2013 : 9 Mois ferme d'Albert Dupontel
- 2013 : Vive la France de Michaël Youn
- 2014 : Avis de mistral de Rose Bosch
- 2014 : Fiston de Pascal Bourdiaux
- 2015 : Je compte sur vous de Pascal Elbé
- 2015 : La Dame dans l'auto avec des lunettes et un fusil de Joann Sfar
- 2015 : Un peu, beaucoup, aveuglément de Clovis Cornillac
- 2016 : Brice 3 de James Huth
- 2017 : Au revoir là-haut d'Albert Dupontel
- 2017 : Coexister de Fabrice Éboué
- 2021 : Paris Police 1900 (série TV)
- 2025 : Badh de Guillaume de Fontenay

## Distinctions

### Récompenses
- César 2018 : César des meilleurs décors pour Au revoir là-haut